# R-14
Die R-14 war eine nukleare ballistische Mittelstreckenrakete (NATO-Codename: SS-5 Skean, GRAU-Index 8K65) der Zeit des Kalten Krieges aus sowjetischer Produktion. Der flüssigkeitsbetriebene Flugkörper wurde auf Basis der R-12 ab 1958 entwickelt. 1960 ging die Rakete in die Testphase über. Nach ihrer Indienststellung bei den Strategischen Raketentruppen der Sowjetarmee wurde sie vor allem auf herkömmlichen Raketenstartplätzen stationiert. Erst später entwickelte man eine silogeeignete Variante.
Ebenso wie ihre Vorläufer hatte die R-14 ein halbautonomes Flugleitsystem mit bodengestützter Überwachung der Flugdaten. Allerdings war sie die erste sowjetische Rakete, die mit Hilfe eines eingebauten Trägheitsnavigationssystems gesteuert wurde; dadurch arbeitete die Lenkung präziser, so dass sich, am Ende eines 4500-km-Fluges, der Streukreisradius auf 1,9 km verringerte. Ihre Reichweite reduzierte sich mit dem Gewicht des mitgeführten Sprengkopfs.
Später wurde das Muster durch die RS-16, RS-18 und RT-21M ersetzt. Die letzten Exemplare wurden aufgrund des INF-Vertrages von 1987 abgerüstet.
Sowjetische R-12 und R-14 wurden während der Kubakrise 1962 auf Kuba stationiert, was eine unmittelbare Bedrohung des Gebiets der USA mit einer Vorwarnzeit von unter zehn Minuten bedeutete.
Die R-14 war Basis für die Entwicklung der Raumflug-Trägerrakete Kosmos-3M.